# FC Pampilhosa
Der FC Pampilhosa ist ein Fußballverein in der portugiesischen Gemeinde Pampilhosa (Distrikt Aveiro).

## Geschichte
Der Verein wurde 1930 gegründet. 2011 spielt er in der drittklassigen Campeonato Nacional de Seniores. Seine Heimspiele trägt er im Estádio Germano Godinho aus.